# テッド・シュローダー
テッド・シュローダー（Ted Schroeder, 1921年7月20日 - 2006年5月26日）は、アメリカ・ニュージャージー州ニューアーク出身の男子テニス選手。フルネームは Frederick Rudolph Schroeder （フレデリック・ルドルフ・シュローダー）というが、愛称の「テッド・シュローダー」という名前で最もよく知られている。1942年の全米選手権と1949年のウィンブルドン選手権で優勝し、4大大会男子シングルス2勝を挙げた。ダブルスでも、同じ年の親友ジャック・クレーマーと組んで抜群の強さを発揮し、全米選手権で3勝を挙げている。彼は“トウモロコシの穂軸形のような”パイプでたばこをふかす姿も印象的な人だったという。彼が活躍した1940年代は、第2次世界大戦をまたぐ激動の時代であった。

## 来歴
1940年の全米選手権男子ダブルスで、フレデリック・シュローダーは同じ年のジャック・クレーマーと組んで初優勝を飾った。1921年8月1日生まれのクレーマーは、シュローダーとは12日違いにあたる。2人は1941年に全米選手権の男子ダブルスで2連覇を達成したが、その途中で第2次世界大戦を経験し、終戦後の1947年に6年ぶり3度目の全米男子ダブルス優勝を果たしている。1942年の全米選手権で、シュローダーは男子シングルス・男子ダブルス・混合ダブルスの3部門すべてに決勝進出を果たし、男子シングルスと混合ダブルスの2部門制覇を達成した。男子シングルス決勝ではフランク・パーカーを 8-6, 7-5, 3-6, 4-6, 6-2 で破って初優勝を飾り、混合ダブルスではルイーズ・ブラフとコンビを組んだが、シドニー・ウッドと組んだ男子ダブルスではガードナー・ムロイ＆ビル・タルバート組に敗れ、1942年全米選手権の「ハットトリック」（3部門制覇）を逃した。シュローダーは第2次世界大戦中、アメリカ海軍の空軍に勤務した。
第2次世界大戦が1945年に終結した後、男子テニス国別対抗戦・デビスカップは1946年から開催が再開され、テッド・シュローダーは1946年から1951年までアメリカ代表選手として活躍した。その期間中、アメリカは1946年から1949年まで「ワールドグループ」決勝でオーストラリアを破ってデ杯4連覇を達成する。1949年、シュローダーは生涯唯一の出場となったウィンブルドン選手権で男子シングルス優勝を飾った。その過程で、彼は7試合のうち4試合をフルセット（5セット・マッチ）で勝ち抜いたことにより、イギリスの観客から「ラッキー・テッド」“Lucky Ted”と呼ばれた。1回戦のガードナー・ムロイ戦から始まり、（2-4回戦はストレート勝ちしたが）準々決勝のフランク・セッジマン戦では相手のマッチ・ポイント（このポイントを取れば勝負が決まる）を2本しのぎ、3-6, 6-8, 6-3, 6-2, 9-7 で逆転勝ちした。準決勝のエリック・スタージェス（南アフリカ）戦も5セットを要し、決勝でもチェコスロバキアのヤロスラフ・ドロブニーを 3-6, 6-0, 6-3, 4-6, 6-4 で退けた。シュローダーがウィンブルドン優勝までに要した「29セット」の戦いは、見守った観客にも強い印象を残した。この年は全米選手権でも7年ぶり2度目の決勝に進出したが、パンチョ・ゴンザレスに 18-16, 6-2, 1-6, 2-6, 4-6 で敗れてしまう。先にシュローダーが2セット・アップ（自分が2セットを先取した状態）からの逆転負けで、4大大会2連勝はならなかった。
しかしウィンブルドン優勝の翌年、1950年にシュローダーにも力の衰えが訪れる。この年のデビスカップ・ワールドグループ決勝で、シュローダーは対オーストラリア戦で出場3試合すべてに敗れてしまい、アメリカのデ杯連覇を止める結果になった。そしてついに、1951年のワールドグループ決勝でアメリカはオーストラリアに2連敗を喫し、シュローダー自身も2試合を落とした。このデ杯2連敗を最後に、シュローダーは30歳で現役を退いた。
シュローダーの親友ジャック・クレーマーは1947年から「プロテニス選手」に転向し、当時のプロテニスツアーの運営者になった。そのため、シュローダーは何度かクレーマーからプロ選手転向への誘いを受けたが、その申し出を断り続け、生涯アマチュアの選手で通した。シュローダーの人物像については、1979年に出版されたクレーマーの自伝『ゲーム－テニスにおけるわが40年』（The Game: My 40 Years in Tennis）に詳しい描写が残っており、本書の168-183ページで「シュロード」（Schroed）という題名の第11章を割いて（プロ選手にならなかった）親友との思い出を回顧している。
1966年に国際テニス殿堂入り。それから40年後の2006年5月26日、テッド・シュローダーはカリフォルニア州ラ・ホーヤの自宅にて癌のため84歳で逝去した。

## 4大大会優勝
- ウィンブルドン選手権　男子シングルス：1勝（1949年）　［唯一のウィンブルドン出場］
- 全米選手権　男子シングルス：1勝（1942年）／男子ダブルス：3勝（1940年・1941年・1947年）／混合ダブルス：1勝（1942年）

| 年     | 大会                 | 対戦相手               | 試合結果                |
| ------ | -------------------- | ---------------------- | ----------------------- |
| 1942年 | 全米選手権           | フランク・パーカー     | 8-6, 7-5, 3-6, 4-6, 6-2 |
| 1949年 | ウィンブルドン選手権 | ヤロスラフ・ドロブニー | 3-6, 6-0, 6-3, 4-6, 6-4 |